# UN-Sonderberichterstatter zur Meinungsfreiheit
Der Sonderberichterstatter zum Schutz des Rechts auf freie Meinungsäußerung (englisch Special Rapporteur on the promotion and protection of the right to freedom of opinion and expression) sammelt Informationen in Bezug auf Verletzungen des Rechts auf Meinungsfreiheit mittels Drohung, Gewalt, Verfolgung oder Einschüchterung, berichtet dem UN-Menschenrechtsrat und empfiehlt Abhilfemaßnahmen.

## Das UN-Mandat
Die UN-Menschenrechtskommission schuf diese Stelle am 5. März 1993 mittels einer Resolution, in welcher auch der Auftrag definiert wurde. Dieses UN-Mandat ist auf drei Jahre befristet und wird regelmäßig verlängert. Nachdem die UN-Menschenrechtskommission im Jahr 2006 durch den UN-Menschenrechtsrat ersetzt wurde, ist dieser nun zuständig und übt die Aufsicht aus. Die letzte Verlängerung des Mandates erfolgte am 11. April 2017.
Der Sonderberichterstatter ist kein Mitarbeiter der Vereinten Nationen, sondern wird von der UN mit einem Mandat beauftragt und dazu erließ der UN-Menschenrechtsrat einen Verhaltenskodex. Der unabhängige Status des Mandatsträgers ist für die unparteiische Wahrnehmung seiner Aufgaben entscheidend. Die Amtszeit eines Mandats ist auf maximal sechs Jahre begrenzt.
Er erstellt thematische Studien und erarbeitet Leitlinien zur Verbesserung der Menschenrechte. Der Sonderbeauftragte macht auf Einladung von Staaten Länderbesuche und kann in beratender Funktion Empfehlungen abgeben. Er prüft Mitteilungen und unterbreitet den Staaten Vorschläge, wie sie allfällige Missstände beheben können. Er macht auch Anschlussverfahren in welchen er die Umsetzung der Empfehlungen prüft. Dazu erstellt er Jahresberichte zuhanden des UN-Menschenrechtsrat.

## Amtsinhaber
- 1993–2002 Abid Hussain – Indien
- 2002–2008 Ambeyi Ligabo – Kenia
- 2008–2014 Frank William La Rue – Guatemala
- 2014–2020 David Kaye – USA
- seit 2020 Irene Khan – Bangladesh

## Websites
- Internetseite des Sonderberichterstatters (französisch)
- Internetseite des Sonderberichterstatters (englisch)